# Cesarstwo Niemieckie na Letnich Igrzyskach Olimpijskich 1908
Cesarstwo Niemieckie na IV Letnich Igrzyskach Olimpijskich w roku 1908 w Londynie reprezentowało 82 sportowców (80 mężczyzn i 2 kobiety) startujących w 12 dyscyplinach.

## Zdobyte medale
| Medal  | Zawodnik                                             | Dyscyplina           | Konkurencja                  | Rezultat                                         |
| ------ | ---------------------------------------------------- | -------------------- | ---------------------------- | ------------------------------------------------ |
| Złoto  | Anna Hübler Heinrich Burger                          | Łyżwiarstwo figurowe | pary                         |                                                  |
| Złoto  | Arno Bieberstein                                     | Pływanie             | 100 m stylem grzbietowym     | 1:24,60                                          |
| Złoto  | Albert Zürner                                        | Skoki do wody        | trampolina 3m mężczyźni      | 85,5 pkt                                         |
| Srebro | Karl Neumer Hermann Martens Max Götze Richard Katzer | Kolarstwo            | sprint drużynowy 1980 jardów | 2:28,60                                          |
| Srebro | Hanns Braun Arthur Hoffmann Hans Eicke Otto Trieloff | Lekkoatletyka        | sztafeta mieszana            | 3:32,40                                          |
| Srebro | Elsa Rendschmidt                                     | Łyżwiarstwo figurowe | solistki                     |                                                  |
| Srebro | Kurt Behrens                                         | Skoki do wody        | trampolina 3m mężczyzn       | 85,30 pkt                                        |
| Srebro | Otto Froitzheim                                      | Tenis ziemny         | gra pojedyncza mężczyzn      | w finale przegrał z Brytyjczykiem Josiah Ritchie |
| Brąz   | Karl Neumer                                          | Kolarstwo            | sprint mężczyzn              |                                                  |
| Brąz   | Hanns Braun                                          | Lekkoatletyka        | bieg na 800 m mężczyzn       | 1:55,20                                          |
| Brąz   | Gottlob Walz                                         | Skoki do wody        | trampolina 3 m mężczyzn      | 80,80 pkt                                        |
| Brąz   | Bernhard von Gaza                                    | Wioślarstwo          | jedynki mężczyzn             |                                                  |
| Brąz   | Martin Stahnke Willy Düskow                          | Wioślarstwo          | dwójka bez sternika mężczyzn |                                                  |

## Skład kadry

### Gimnastyka
| Zawodnik            | Konkurencja            | Finał  | Finał   |
| Zawodnik            | Konkurencja            | Wynik  | Miejsce |
| ------------------- | ---------------------- | ------ | ------- |
| Curt Steuernagel    | wielobój indywidualnie | 273,5  | 4.      |
| Friedrich Wolf      | wielobój indywidualnie | 267    | 5.      |
| Karl Borchert       | wielobój indywidualnie | 244    | 13.     |
| Wilhelm Weber       | wielobój indywidualnie | 220    | 28.     |
| Josef Krämer        | wielobój indywidualnie | 212    | 33.     |
| Heinrich Siebenhaar | wielobój indywidualnie | 198,5  | 40.     |
| Paul Fischer        | wielobój indywidualnie | 198    | 41.     |
| Georg Karth         | wielobój indywidualnie | 186,5  | 50.     |
| Carl Körting        | wielobój indywidualnie | 181    | 52.     |
| Wilhelm Kaufmann    | wielobój indywidualnie | 180,5  | 53.     |
| August Ehrich       | wielobój indywidualnie | 156,75 | 65.     |

### Hokej na trawie
- Reprezentacja mężczyzn

| - Alfons Brehm - Elard Dauelsberg - Franz Diederichsen - Carl Ebert - Jules Fehr - Raulino Galvao |  | - Mauricio Galvao - Fritz Möding - Friedrich Rahe - Albert Stüdemann - Friedrich Uhl |

### Pierwsza Runda
| 29 października 1908 | Szkocja | 4:0 | Niemcy |  |
|                      |         |     |        |  |

### Mecz dodatkowy
| 30 października 1908 | Niemcy | 1:0 | Francja |  |
|                      |        |     |         |  |

Ostatecznie reprezentacja Cesartwa Niemieckiego zajęła 5. miejsce.

### Kolarstwo
| Konkurencja      | Zawodnik                                            | Eliminacje                                                   | Eliminacje               | Eliminacje               | Półfinały | Półfinały            | Półfinały            | Finał                                      | Finał          | Finał          | Pozycja        |
| Konkurencja      | Zawodnik                                            | Przeciwnik                                                   | Czas                     | Miejsce                  | Przeciwnik | Czas                 | Miejsce              | Przeciwnik                                 | Czas           | Miejsce        | Pozycja        |
| ---------------- | --------------------------------------------------- | ------------------------------------------------------------ | ------------------------ | ------------------------ | --- | -------------------- | -------------------- | ------------------------------------------ | -------------- | -------------- | -------------- |
| 660 jardów       | Richard Katzer                                      | Clarence Kingsbury Georgius Damen                            | b.d                      | 2.                       | Nie awansował | Nie awansował        | Nie awansował        | Nie awansował                              | Nie awansował  | Nie awansował  | Nie awansował  |
| 660 jardów       | Hermann Martens                                     | Johannes van Spengen Joe Lavery                              | b.d                      | 2.                       | Nie awansował | Nie awansował        | Nie awansował        | Nie awansował                              | Nie awansował  | Nie awansował  | Nie awansował  |
| 660 jardów       | Bruno Götze                                         | Kolonia Przylądkowa Floris Venter Georges Perrin             | b.d                      | 3.                       | Nie awansował | Nie awansował        | Nie awansował        | Nie awansował                              | Nie awansował  | Nie awansował  | Nie awansował  |
| 660 jardów       | Karl Neumer                                         | W.F. Magee Émile Maréchal Antonie Gerrits                    | 54,2                     | 1.                       | Lucien Renard Benjamin Jones | 1:05,6               | 1.                   | Victor Johnson Émile Demangel Daniel Flynn | b.d            | 3.             | brąz           |
| 660 jardów       | Paul Schulze                                        | Daniel Flynn Gerard Bosch van Drakestein                     | b.d                      | 3.                       | Nie awansował | Nie awansował        | Nie awansował        | Nie awansował                              | Nie awansował  | Nie awansował  | Nie awansował  |
| tandemy          | Alwin Boldt Hermann Martens                         | Charles Brooks, William Isaacs                               | b.d                      | 2.                       | Nie awansowali | Nie awansowali       | Nie awansowali       | Nie awansowali                             | Nie awansowali | Nie awansowali | Nie awansowali |
| tandemy          | Max Götze Otto Götze                                | Charles Avrillon, Joseph Guyader Cecil McKaig, Edward Piercy | 2:55,6                   | 1.                       | Frederick Hamlin, Thomas Johnson Charles Brooks, William Isaacs Léon Coeckelberg, Jean Patou | b.d                  | 3.                   | Nie awansowali                             | Nie awansowali | Nie awansowali | Nie awansowali |
| 5000 m           | Hermann Martens                                     |                                                              |                          |                          | André Auffray William Morton Kolonia Przylądkowa Philip Freylinck Bruno Götze | b.d                  | 2.                   | Nie awansował                              | Nie awansował  | Nie awansował  | Nie awansował  |
| 5000 m           | Bruno Götze                                         |                                                              |                          |                          | André Auffray William Morton Kolonia Przylądkowa Philip Freylinck Hermann Martens | b.d                  | 4.                   | Nie awansował                              | Nie awansował  | Nie awansował  | Nie awansował  |
| 5000 m           | Karl Neumer                                         |                                                              |                          |                          | Benjamin Jones Cesare Zanzottera Georgius Damen Gaston Delaplane Max Götze J.L. Lavery Kolonia Przylądkowa Frank Shore Richard Villepontoux | b.d                  | 2.                   | Nie awansował                              | Nie awansował  | Nie awansował  | Nie awansował  |
| 5000 m           | Max Götze                                           |                                                              |                          |                          | Benjamin Jones Cesare Zanzottera Georgius Damen Gaston Delaplane Karl Neumer J.L. Lavery Kolonia Przylądkowa Frank Shore Richard Villepontoux | b.d                  | 4.                   | Nie awansował                              | Nie awansował  | Nie awansował  | Nie awansował  |
| 5000 m           | Richard Katzer                                      |                                                              |                          |                          | Maurice Schilles C. V. Clark William Anderson Guillaume Coeckelberg Georges Perrin Floris Venter | b.d                  | 4.                   | Nie awansował                              | Nie awansował  | Nie awansował  | Nie awansował  |
| 20 km            | Hermann Martens                                     |                                                              |                          |                          | Leon Meredith Joseph Werbrouck André Lapize Georgius Damen Frederick McCarthy Pierre Hostein Rudolf Katzer Daniel Flynn | 33:21,2              | 2.                   | Nie awansował                              | Nie awansował  | Nie awansował  | Nie awansował  |
| 20 km            | Richard Katzer                                      |                                                              |                          |                          | Leon Meredith Joseph Werbrouck André Lapize Georgius Damen Frederick McCarthy Pierre Hostein Hermann Martens Daniel Flynn | b.d                  | 7.                   | Nie awansował                              | Nie awansował  | Nie awansował  | Nie awansował  |
| 20 km            | Paul Schulze                                        |                                                              |                          |                          | Clarence Kingsbury Charles Brooks Floris Venter Georges Lutz Gerard Bosch van Drakestein Walter Andrews Jean van Benthem | b.d                  | 7.                   | Nie awansował                              | Nie awansował  | Nie awansował  | Nie awansował  |
| 20 km            | Max Triebsch                                        |                                                              |                          |                          | Louis Weintz Kolonia Przylądkowa Frank Shore Herbert Bouffler Harry Young Henri Cunault Dorus Nijland Frederick Hamlin | b.d                  | 5.                   | Nie awansował                              | Nie awansował  | Nie awansował  | Nie awansował  |
| 20 km            | Alwin Boldt                                         |                                                              |                          |                          | Benjamin Jones George Cameron Kolonia Przylądkowa T.H.E. Passmore Octave Lapize Henri Baumler Johannes van Spengen W. Lower | b.d                  | 6.                   | Nie awansował                              | Nie awansował  | Nie awansował  | Nie awansował  |
| 100 km           | Alwin Boldt                                         |                                                              |                          |                          | G.C. Lutz Sydney Bailey Paul Texier J.H. Bishop D.C. Robertson William Anderson Andrew Hansson François Bonnet Georgius Damen Gerard Bosch van Drakestein André Lepère Harry Mussen J. Norman Rudolf Katzer Frederick McCarthy Ioannis Santorinaios | b.d                  | 7.                   | Nie awansował                              | Nie awansował  | Nie awansował  | Nie awansował  |
| 100 km           | Rudolf Katzer                                       |                                                              |                          |                          | G.C. Lutz Sydney Bailey Paul Texier J.H. Bishop D.C. Robertson William Anderson Andrew Hansson François Bonnet Georgius Damen Gerard Bosch van Drakestein André Lepère Harry Mussen J. Norman Alwin Boldt Frederick McCarthy Ioannis Santorinaios | Nie ukończył wyścigu | Nie ukończył wyścigu | Nie awansował                              | Nie awansował  | Nie awansował  | Nie awansował  |
| 100 km           | Bruno Götze                                         |                                                              |                          |                          | Leon Meredith Charles Bartlett Guillaume Coeckelberg Octave Lapize Walter Andrews William Pett Charles Denny Harry Young Cesare Zanzottera Charles Avrillon H. Cunault Gustaf Westerberg Pierre Hostein Robert Jolly Jean Madelaine Guglielmo Malatesta Hermann Martens William Morton Dorus Nijland David Noon Battista Parini T.H.E. Passmore Paul Schulze Max Triebsch Louis Weintz | Nie ukończył wyścigu | Nie ukończył wyścigu | Nie awansował                              | Nie awansował  | Nie awansował  | Nie awansował  |
| 100 km           | Hermann Martens                                     |                                                              |                          |                          | Leon Meredith Charles Bartlett Guillaume Coeckelberg Octave Lapize Walter Andrews William Pett Charles Denny Harry Young Cesare Zanzottera Charles Avrillon H. Cunault Gustaf Westerberg Pierre Hostein Robert Jolly Jean Madelaine Guglielmo Malatesta Bruno Götze William Morton Dorus Nijland David Noon Battista Parini T.H.E. Passmore Paul Schulze Max Triebsch Louis Weintz     | Nie ukończył wyścigu | Nie ukończył wyścigu | Nie awansował                              | Nie awansował  | Nie awansował  | Nie awansował  |
| 100 km           | Paul Schulze                                        |                                                              |                          |                          | Leon Meredith Charles Bartlett Guillaume Coeckelberg Octave Lapize Walter Andrews William Pett Charles Denny Harry Young Cesare Zanzottera Charles Avrillon H. Cunault Gustaf Westerberg Pierre Hostein Robert Jolly Jean Madelaine Guglielmo Malatesta Bruno Götze William Morton Dorus Nijland David Noon Battista Parini T.H.E. Passmore Hermann Martens Max Triebsch Louis Weintz  | Nie ukończył wyścigu | Nie ukończył wyścigu | Nie awansował                              | Nie awansował  | Nie awansował  | Nie awansował  |
| 100 km           | Max Triebsch                                        |                                                              |                          |                          | Leon Meredith Charles Bartlett Guillaume Coeckelberg Octave Lapize Walter Andrews William Pett Charles Denny Harry Young Cesare Zanzottera Charles Avrillon H. Cunault Gustaf Westerberg Pierre Hostein Robert Jolly Jean Madelaine Guglielmo Malatesta Bruno Götze William Morton Dorus Nijland David Noon Battista Parini T.H.E. Passmore Hermann Martens Paul Schulze Louis Weintz  | Nie ukończył wyścigu | Nie ukończył wyścigu | Nie awansował                              | Nie awansował  | Nie awansował  | Nie awansował  |
| sprint           | Paul Schulze                                        | Daniel Flynn Pierre Seginaud Frederick McCarthy              | b.d                      | 3.                       | Nie awansował | Nie awansował        | Nie awansował        | Nie awansował                              | Nie awansował  | Nie awansował  | Nie awansował  |
| sprint           | Hermann Martens                                     | W.F. Magee Johannes van Spengen                              | Przekroczony limit czasu | Przekroczony limit czasu | Nie awansował | Nie awansował        | Nie awansował        | Nie awansował                              | Nie awansował  | Nie awansował  | Nie awansował  |
| sprint           | Karl Neumer                                         | Richard Villepontoux William Bailey                          | 1:33,2                   | 1.                       | Victor Johnson Kolonia Przylądkowa Floris Venter Paul Texier | b.d                  | 2.                   | Nie awansował                              | Nie awansował  | Nie awansował  | Nie awansował  |
| sprint           | Bruno Götze                                         | Benjamin Jones Émile Marechal                                | b.d                      | 3.                       | Nie awansował | Nie awansował        | Nie awansował        | Nie awansował                              | Nie awansował  | Nie awansował  | Nie awansował  |
| wyścig drużynowy | Max Götze Rudolf Katzer Hermann Martens Karl Neumer | Francja                                                      | 2:25,4                   | 1.                       | Holandia | 2:31,8               | 1.                   | Wielka Brytania                            | 2:28,6         | 2.             | srebro         |

### Lekkoatletyka
Konkurencje biegowe
| Konkurencja         | Zawodnik                                             | Eliminacje         | Eliminacje         | Półfinał      | Półfinał      | Finał                 | Finał                 |
| Konkurencja         | Zawodnik                                             | Wynik              | Miejsce            | Wynik         | Miejsce       | Wynik                 | Miejsce               |
| ------------------- | ---------------------------------------------------- | ------------------ | ------------------ | ------------- | ------------- | --------------------- | --------------------- |
| 100 m               | Arthur Hoffmann                                      | 11,4               | 3.                 | Nie awansował | Nie awansował | Nie awansował         | Nie awansował         |
| 100 m               | Hans Eicke                                           | 11,6               | 3.                 | Nie awansował | Nie awansował | Nie awansował         | Nie awansował         |
| 100 m               | Heinrich Rehder                                      | 11,8               | 3.                 | Nie awansował | Nie awansował | Nie awansował         | Nie awansował         |
| 100 m               | Paul Fischer                                         | Nie ukończył biegu | Nie ukończył biegu | Nie awansował | Nie awansował | Nie awansował         | Nie awansował         |
| 100 m               | Hermann von Bönninghausen                            | 12,0               | 5.                 | Nie awansował | Nie awansował | Nie awansował         | Nie awansował         |
| 100 m               | Willy Kohlmey                                        | 12,0               | 3.                 | Nie awansował | Nie awansował | Nie awansował         | Nie awansował         |
| 100 m               | Carl Bechler                                         | 11,4               | 2.                 | Nie awansował | Nie awansował | Nie awansował         | Nie awansował         |
| 200 m               | Arthur Hoffmann                                      | 23,5               | 2.                 | Nie awansował | Nie awansował | Nie awansował         | Nie awansował         |
| 400 m               | Otto Trieloff                                        | 50,9               | 2.                 | Nie awansował | Nie awansował | Nie awansował         | Nie awansował         |
| 800 m               | Andreas Breynck                                      |                    |                    | 2:06,0        | 2.            | Nie awansował         | Nie awansował         |
| 800 m               | Oscar Quarg                                          |                    |                    | 2:10,0        | 4.            | Nie awansował         | Nie awansował         |
| 800 m               | Hanns Braun                                          |                    |                    | 1:58,0        | 1.            | 1:55,2                | brąz                  |
| 1500 m              | Arno Hesse                                           |                    |                    | b.d           | 7.            | Nie awansował         | Nie awansował         |
| 1500 m              | Andreas Breynck                                      |                    |                    | 4:30,0        | 2.            | Nie awansował         | Nie awansował         |
| 1500 m              | Hanns Braun                                          |                    |                    | 4:18,2        | 3.            | Nie awansował         | Nie awansował         |
| sztafeta olimpijska | Arthur Hoffmann Hans Eicke Otto Trieloff Hanns Braun | 3:43,2             | 1.                 |               |               | 3:32,4                | srebro                |
| 5 mil indywidualnie | Paul Nettelbeck                                      | 28:24,0            | 5.                 |               |               | Nie awansował         | Nie awansował         |
| maraton             | Fritz Reiser                                         |                    |                    |               |               | Nie ukończył biegu    | Nie ukończył biegu    |
| maraton             | Hermann Müller                                       |                    |                    |               |               | Nie stanął na starcie | Nie stanął na starcie |
| maraton             | Paul Nettelbeck                                      |                    |                    |               |               | Nie stanął na starcie | Nie stanął na starcie |
| chód na 3500 m      | Paul Gunia                                           | 16:38,0            | 4.                 |               |               | Nie awansował         | Nie awansował         |
| chód na 3500 m      | Richard Wilhelm                                      | 17:33,8            | 6.                 |               |               | Nie awansował         | Nie awansował         |
| chód na 10 mil      | Paul Gunia                                           | 1:26:09,4          | 7.                 |               |               | Nie awansował         | Nie awansował         |

Konkurencje techniczne
| Zawodnik                  | Konkurencja                   | Finał | Finał   |
| Zawodnik                  | Konkurencja                   | Wynik | Miejsce |
| ------------------------- | ----------------------------- | ----- | ------- |
| Albert Weinstein          | skok w dal                    | 6,77  | 6.      |
| Arthur Hoffmann           | skok w dal                    | 6,50  | 15.     |
| Hermann von Bönninghausen | skok w dal                    | b.d   | 21.     |
| Ludwig Uettwiller         | skok w dal                    | b.d   | 21.     |
| Arthur Mallwitz           | skok w dal z miejsca          | b.d   | 8.      |
| Arthur Mallwitz           | skok wzwyż z miejsca          | 1,42  | 8.      |
| Ludwig Uettwiller         | skok wzwyż z miejsca          | 1,32  | 17.     |
| Ludwig Uettwiller         | rzut młotem                   | b.d   | 10.     |
| Emil Welz                 | rzut dyskiem                  | 37,02 | 11.     |
| Ludwig Uettwiller         | rzut dyskiem                  | b.d   | 12.     |
| Carl Bechler              | rzut oszczepem                | b.d   | 8.      |
| Ludwig Uettwiller         | rzut oszczepem w stylu wolnym | b.d   | 10.     |
| Emil Welz                 | rzut oszczepem w stylu wolnym | b.d   | 10.     |

### Łyżwiarstwo figurowe
| Zawodnik                    | Konkurencja | Wynik | Pozycja |
| --------------------------- | ----------- | ----- | ------- |
| Elsa Rendschmidt            | Solistki    | 211,0 | srebro  |
| Anna Hübler Heinrich Burger | Pary        | 11,20 | złoto   |

### Pływanie
| Konkurencja       | Zawodnik         | Eliminacje | Eliminacje | Półfinał      | Półfinał      | Finał         | Finał         |
| Konkurencja       | Zawodnik         | Czas       | Miejsce    | Czas          | Miejsce       | Czas          | Miejsce       |
| ----------------- | ---------------- | ---------- | ---------- | ------------- | ------------- | ------------- | ------------- |
| 100 m grzbietowym | Arno Bieberstein | 1:25,6     | 1.         | 1:25,6        | 1.            | 1:24,6        | złoto         |
| 100 m grzbietowym | Max Ritter       | 1:33,4     | 1.         | b.d           | 3.            | Nie awansował | Nie awansował |
| 100 m grzbietowym | Gustav Aurich    | 1:27,4     | 1.         | 1:28,2        | 1.            | b.d           | 4.            |
| 200 m klasycznym  | Richard Rößler   | 3:18,0     | 2.         | Nie awansował | Nie awansował | Nie awansował | Nie awansował |
| 200 m klasycznym  | Erich Seidel     | 3:17,2     | 1.         | b.d           | 3.            | Nie awansował | Nie awansował |

### Skoki do wody
| Konkurencja   | Zawodnik          | Eliminacje | Eliminacje | Półfinał      | Półfinał      | Finał         | Finał         |
| Konkurencja   | Zawodnik          | Wynik      | Pozycja    | Wynik         | Pozycja       | Wynik         | Pozycja       |
| ------------- | ----------------- | ---------- | ---------- | ------------- | ------------- | ------------- | ------------- |
| wieża 10 m    | Heinz Freyschmidt | 78,1       | 2.         | 79,3          | 4.            | Nie awansował | Nie awansował |
| wieża 10 m    | Albert Zürner     | 83,6       | 1.         | 82,8          | 2.            | 85,5          | złoto         |
| wieża 10 m    | Kurt Behrens      | 83,6       | 1.         | 83,0          | 1.            | 85,3          | srebro        |
| wieża 10 m    | Fritz Nicolai     | 67,1       | 2.         | 81,8          | 3.            | Nie awansował | Nie awansował |
| wieża 10 m    | Gottlob Walz      | 81,3       | 1.         | 80,3          | 2.            | 80,8          | brąz          |
| trampolina 3m | Heinz Freyschmidt | 67,3       | 2.         | 48,8          | 5.            | Nie awansował | Nie awansował |
| trampolina 3m | Fritz Nicolai     | 54,5       | 5.         | Nie awansował | Nie awansował | Nie awansował | Nie awansował |

### Strzelectwo
| Konkurencja                 | Zawodnik                  | Finał | Finał   |
| Konkurencja                 | Zawodnik                  | Wynik | Pozycja |
| --------------------------- | ------------------------- | ----- | ------- |
| karabin dowolny 1000 jardów | Ernst Wagner-Hohenlobbese | 12    | 49.     |

### Szermierka
| Konkurencja          | Zawodnik                                                           | 1 runda | 1 runda   | 2 runda                                                                            | 2 runda       | Półfinały      | Półfinały      | Finał          | Finał          | Pozycja       |
| Konkurencja          | Zawodnik                                                           | Przeciwnik | Wynik     | Przeciwnik                                                                         | Wynik         | Przeciwnik     | Wynik          | Przeciwnik     | Wynik          | Pozycja       |
| -------------------- | ------------------------------------------------------------------ | --- | --------- | ---------------------------------------------------------------------------------- | ------------- | -------------- | -------------- | -------------- | -------------- | ------------- |
| szpada indywidualnie | Georg Stöhr                                                        | Bernard Gravier Jaroslav Tuček Eric Carlberg Pontus von Rosen Lauritz Østrup Luke Fildes                                 | P W P R   | Nie awansował                                                                      | Nie awansował | Nie awansował  | Nie awansował  | Nie awansował  | Nie awansował  | Nie awansował |
| szpada indywidualnie | Fritz Jack                                                         | Vlastimil Lada-Sázavský Charles Collignon Pietro Speciale Johan van Schreven Walter Gates Herbert Sander                 | P P R W   | Nie awansował                                                                      | Nie awansował | Nie awansował  | Nie awansował  | Nie awansował  | Nie awansował  | Nie awansował |
| szpada indywidualnie | Johannes Adam                                                      | Jacques Marais Gaston Renard Ejnar Levison John Blake Max Dwinger                                                        | P W       | Nie awansował                                                                      | Nie awansował | Nie awansował  | Nie awansował  | Nie awansował  | Nie awansował  | Nie awansował |
| szpada indywidualnie | Robert Krünert                                                     | Gaston Alibert Fernand de Montigny Percival Davson Sante Ceccherini Otakar Lada Ivan Osiier Maurits Jacob van Löben Sels | P R W     | Nie awansował                                                                      | Nie awansował | Nie awansował  | Nie awansował  | Nie awansował  | Nie awansował  | Nie awansował |
| szpada indywidualnie | Albert Naumann                                                     | Giulio Cagiati Sydney Martineau Henry Peyron François Rom Bedřich Schejbal                                               | P W       | Nie awansował                                                                      | Nie awansował | Nie awansował  | Nie awansował  | Nie awansował  | Nie awansował  | Nie awansował |
| szpada indywidualnie | Emil Schön                                                         | Leaf Daniell Vilém Goppold von Lobsdorf Frédéric Dubourdieu Fernand Bosmans Dezső Földes Willem van Blijenburgh          | P W P W R | Nie awansował                                                                      | Nie awansował | Nie awansował  | Nie awansował  | Nie awansował  | Nie awansował  | Nie awansował |
| szpada indywidualnie | Jakob Erckrath de Bary                                             | Alfred Labouchere Ralph Chalmers Jacques Rodocanachi Paul Anspach Alessandro Pirzio Biroli František Dušek               | P W R W   | Nie awansował                                                                      | Nie awansował | Nie awansował  | Nie awansował  | Nie awansował  | Nie awansował  | Nie awansował |
| szpada indywidualnie | August Petri                                                       | Robert Montgomerie Gustaf Lindblom Giuseppe Mangiarotti Robert Quennessen Percy Nobbs Frantz Jørgensen                   | P R P R P | Nie awansował                                                                      | Nie awansował | Nie awansował  | Nie awansował  | Nie awansował  | Nie awansował  | Nie awansował |
| szpada indywidualnie | Ernst Moldenhauer                                                  | Edgar Amphlett Jetze Doorman Eugène Olivier Béla Zulawszky Pietro Sarzano                                                | p w p     | Nie awansował                                                                      | Nie awansował | Nie awansował  | Nie awansował  | Nie awansował  | Nie awansował  | Nie awansował |
| szpada indywidualnie | Julius Lichtenfels                                                 | Jean Stern Henri Davids Marcel Van Langenhove Péter Tóth                                                                 | R P W     | Nie awansował                                                                      | Nie awansował | Nie awansował  | Nie awansował  | Nie awansował  | Nie awansował  | Nie awansował |
| szpada drużynowo     | Jakob Erckrath de Bary Julius Lichtenfels August Petri Georg Stöhr | |           | Wielka Brytania                                                                    | P             | Nie awansowali | Nie awansowali | Nie awansowali | Nie awansowali | 5.            |
| szabla indywidualnie | Johannes Adam                                                      | Otakar Lada Archibald Murray Péter Tóth Joseph Van der Voodt                                                             | P W P     | Nie awansował                                                                      | Nie awansował | Nie awansował  | Nie awansował  | Nie awansował  | Nie awansował  | Nie awansował |
| szabla indywidualnie | Fritz Jack                                                         | Alfred Labouchere Étienne Grade Louis Renaud Dino Diana Douglas Godfree                                                  | P W P W   | Lajos Werkner Dezső Földes George van Rossem Robert Badman                         | P             | Nie awansował  | Nie awansował  | Nie awansował  | Nie awansował  | Nie awansował |
| szabla indywidualnie | Julius Lichtenfels                                                 | William Marsh Georges Lateux Harald Krenchel Richard Schoemaker                                                          | P W P     | Nie awansował                                                                      | Nie awansował | Nie awansował  | Nie awansował  | Nie awansował  | Nie awansował  | Nie awansował |
| szabla indywidualnie | August Petri                                                       | Georges de la Falaise Jenő Szántay Antoine Van Tomme Maurits Jacob van Löben Sels                                        | P W P W   | Marcello Bertinetti Jetze Doorman Vlastimil Lada-Sázavský Alessandro Pirzio Biroli | P W p W       | Nie awansował  | Nie awansował  | Nie awansował  | Nie awansował  | Nie awansował |
| szabla indywidualnie | Jakob Erckrath de Bary                                             | Dezső Földes Sante Ceccherini Robert Badman Lion van Minden Ismaël de Lesseps                                            | P W P     | Nie awansował                                                                      | Nie awansował | Nie awansował  | Nie awansował  | Nie awansował  | Nie awansował  | Nie awansował |
| szabla indywidualnie | Robert Krünert                                                     | Marcello Bertinetti Bertrand Marie de Lesseps Béla Zulawszky Charles Wilson Walter Gates                                 | P W P W   | Nie awansował                                                                      | Nie awansował | Nie awansował  | Nie awansował  | Nie awansował  | Nie awansował  | Nie awansował |
| szabla indywidualnie | Georg Stöhr                                                        | Vilém Goppold von Lobsdorf Jenő Apáthy Edward Brookfield Johan van Schreven Pietro Sarzano Paul Anspach Jean Mikorski    | P P W P W | Nie awansował                                                                      | Nie awansował | Nie awansował  | Nie awansował  | Nie awansował  | Nie awansował  | Nie awansował |
| szabla indywidualnie | Ernst Moldenhauer                                                  | Jenő Fuchs Gustaaf van Hulstijn Vilém Tvrzský Luigi Pinelli Lockhart Leith                                               | P W       | Nie awansował                                                                      | Nie awansował | Nie awansował  | Nie awansował  | Nie awansował  | Nie awansował  | Nie awansował |
| szabla indywidualnie | Albert Naumann                                                     | George van Rossem Charles Notley Bedřich Schejbal Frédéric Chapuis Alexis Simonson                                       | P         | Nie awansował                                                                      | Nie awansował | Nie awansował  | Nie awansował  | Nie awansował  | Nie awansował  | Nie awansował |
| szabla indywidualnie | Emil Schön                                                         | Lajos Werkner Riccardo Nowak Marc Perrodon Jan de Beaufort František Dušek Alfred Chalke                                 | P W P w   | Oszkár Gerde Sante Ceccherini Otakar Lada Paul Anspach                             | P W           | Nie awansował  | Nie awansował  | Nie awansował  | Nie awansował  | Nie awansował |
| szabla drużynowo     | Jakob Erckrath de Bary Fritz Jack Robert Krünert August Petri      | |           | Węgry                                                                              | P             | Nie awansowali | Nie awansowali | Włochy         | P              | 5.            |

### Tenis ziemny
| Konkurencja | Zawodnik                             | 1 runda                                | 2 runda                             | 3 runda                                                  | Ćwierćfinały                                            | Półfinały                               | Finał                              | Miejsce |
| Konkurencja | Zawodnik                             | Przeciwnik Wynik                       | Przeciwnik Wynik                    | Przeciwnik Wynik                                         | Przeciwnik Wynik                                        | Przeciwnik Wynik                        | Przeciwnik Wynik                   | Miejsce |
| ----------- | ------------------------------------ | -------------------------------------- | ----------------------------------- | -------------------------------------------------------- | ------------------------------------------------------- | --------------------------------------- | ---------------------------------- | ------- |
| Singiel (m) | Friedrich Wilhelm Rahe               | Charles Dixon P 0:3 (2:6,5:7,4:6)      | Nie awansował                       | Nie awansował                                            | Nie awansował                                           | Nie awansował                           | Nie awansował                      | 26.     |
| Singiel (m) | Otto Froitzheim                      | Kenneth Powell W 3:0 (6:3,6:1,6:4)     | Oscar Kreuzer W 3:0 (6:2,6:3,6:3)   | James Parke W 3:0 (6:4,11:9,6:4)                         | George Caridia W 3:1 (6:4,6:1,5:7,6:1)                  | John Richardson W 3:1 (2:6,6:1,6:4,6:4) | Josiah Ritchie P 0:3 (5:7,3:6,4:6) | srebro  |
| Singiel (m) | Oscar Kreuzer                        | Fritz Felix Piepes W 3:0 (6:1,6:1,6:3) | Otto Froitzheim P 0:3 (2:6,3:6,3:6) | Nie awansował                                            | Nie awansował                                           | Nie awansował                           | Nie awansował                      | 16.     |
| Singiel (m) | Moritz von Bissing                   |                                        | Arthur Zborzil W 3:0 (6:1,6:4,6:4)  | Wilberforce Eaves P 0:3 (6:8,5:7,5:7)                    | Nie awansował                                           | Nie awansował                           | Nie awansował                      | 9.      |
| Singiel (m) | Heinrich Schomburgk                  |                                        | wolny los                           | Maurice Germot P 0:3 (5:7,4:6,2:6)                       | Nie awansował                                           | Nie awansował                           | Nie awansował                      | 16.     |
| debel (m)   | Otto Froitzheim Heinrich Schomburgk  |                                        |                                     | Oscar Kreuzer Friedrich Wilhelm Rahe W 3:0 (6:1,6:3,6:3) | Vincent Gauntlett Harold Kitson P 1:3 (6:3,2:6,5:7,3:6) | Nie awansowali                          | Nie awansowali                     | 7.      |
| debel (m)   | Oscar Kreuzer Friedrich Wilhelm Rahe |                                        |                                     | Otto Froitzheim Heinrich Schomburgk P 0:3 (1:6,3:6,3:6)  | Nie awansowali                                          | Nie awansowali                          | Nie awansowali                     | 11.     |

### Wioślarstwo
| Konkurencja | Zawodnik                    | Runda 1 | Runda 1 | Ćwierćfinał | Ćwierćfinał | Półfinał             | Półfinał             | Finał          | Finał          | Pozycja |
| Konkurencja | Zawodnik                    | Czas    | M.      | Czas        | M.          | Czas                 | M.                   | Czas           | M.             | Pozycja |
| ----------- | --------------------------- | ------- | ------- | ----------- | ----------- | -------------------- | -------------------- | -------------- | -------------- | ------- |
| M1x         | Bernhard von Gaza           | 9:35,0  | 1.      | 9:47,0      | 1.          | Nie ukończył wyścigu | Nie ukończył wyścigu | Nie awansował  | Nie awansował  | brąz    |
| M2-         | Martin Stahnke Willy Düskow |         |         |             |             | b.d                  | 2.                   | Nie awansowali | Nie awansowali | brąz    |

### Zapasy
| Konkurencja                 | Zawodnik          | 1/16 finału      | 1/8 finału       | Ćwierćfinał      | Półfinały        | Finał            | Miejsce |
| Konkurencja                 | Zawodnik          | Przeciwnik Wynik | Przeciwnik Wynik | Przeciwnik Wynik | Przeciwnik Wynik | Przeciwnik Wynik | Miejsce |
| --------------------------- | ----------------- | ---------------- | ---------------- | ---------------- | ---------------- | ---------------- | ------- |
| styl klasyczny waga średnia | Wilhelm Grundmann | Jaap Belmer p    | Nie awansował    | Nie awansował    | Nie awansował    | Nie awansował    | 17.     |